# Rożniawa
Rożniawa (słow. Rožňava, niem. Rosenau, węg. Rozsnyó, łac. Rosnavia) – miasto powiatowe we wschodniej Słowacji, w kraju koszyckim. Gospodarcze i turystyczne centrum historycznego regionu Gemer.

## Położenie
Rożniawa leży na wysokości 318 m n.p.m. w centrum Kotliny Rożniawskiej, na pograniczu Rudaw Spiskich (od północy) i Krasu Słowacko-Węgierskiego (od południa), w dolinie rzeki Slaná. Liczy 19 706 mieszkańców (2011), powierzchnia miasta wynosi 45,62 km². Miasto dzieli się na dzielnice:
- Nadabula
- Rožňava (centrum)
- Rožňavská baňa.

Rożniawa leży przy drodze krajowej nr 16 (R2, międzynarodowej E571) z Koszyc do Zwolenia. W mieście łączy się z nią droga krajowa nr 67 z Popradu. Równolegle do drogi 16 biegnie linia kolejowa z Koszyc do Łuczeńca. W Rożniawie odbija od niej na północ odnoga do miasta Dobszyna.

## Historia
Okolice miasta były gęsto zasiedlone przez górników już około 1200. Pierwsza pisemna wzmianka o Rożniawie znajduje się w dokumencie z 1291 r., wystawionym przez króla Andrzeja III biskupowi ostrzyhomskiemu Ladomérowi. Nazwa miejscowości wywodzi się od nazwy wyjątkowo bogatej w surowce kopalni, zwanej Rosnoubana (węg. Rozsnyóbánya, niem. Rosenau). W 1304 r. istniał tu już kościół parafialny w miejscu, w którym stoi dzisiejsza katedra. Około 1340 r. osada nabrała charakteru miejskiego. W 1382 r. Rożniawa otrzymała od króla Ludwika I prawa miejskie, a w 1410 – uprzywilejowany status wolnego królewskiego miasta górniczego. Od 1487 r. miasto było członkiem związku wschodniosłowackich miast górniczych – Heptapolitany. W 1776 w Rożniawie erygowano biskupstwo rzymskokatolickie (Diecezja rożniawska).
W średniowieczu Rożniawa była miastem górniczym. W mieście i jego okolicach wydobywano złoto, srebro i miedź. Wiele pierwszych domów w otoczeniu dzisiejszego rynku postawiono wprost na wylotach dawnych sztolni i szybów wydobywczych.
W XVI i XVII wieku wydobycie metali załamało się na skutek podbicia przez imperium osmańskie znacznych terenów Węgier, a sama Rożniawa została kilkakrotnie spustoszona przez najazdy tureckie. Poważne ślady zostawiły w mieście wojny religijne (w 1522 r. miasto przeszło na ewangelicyzm). Wszystko to sprawiło, że poza kościołem farnym i pojedynczymi domami cała obecna zabudowa miasta pochodzi z XVII-XIX w. Wydobycie, tym razem głównie rudy żelaza, ruszyło ponownie na początku XVIII wieku, a Rożniawa stała się wkrótce znaczącym ośrodkiem produkcji broni. Z czasem miasto wraz z kilkoma sąsiednimi miejscowościami stało się ośrodkiem górniczo-hutniczym, który funkcjonował do drugiej połowy XX wieku. Obecnie w mieście istnieją zakłady przemysłu spożywczego, odzieżowego i szczątkowe wydobycie surowców mineralnych.
W 1910 miasto liczyło 6,6 tys. mieszkańców, z czego 5,9 tys. Węgrów, 0,4 tys. Słowaków i 0,2 tys. Niemców. W 1991 z 18,6 tys. mieszkańców 12,3 tys. stanowili Słowacy, 5,8 tys. Węgrzy, 0,2 tys. Cyganie, 0,2 tys. Czesi.
W wyniku  tzw. pierwszego arbitrażu wiedeńskiego 2 listopada 1938 r. Słowacja została zmuszona przekazać Węgrom blisko 12 tys. km2 terenów na południowym pograniczu  i  na  wschodzie (Ruś  Zakarpacka), w tym i Rożniawę. Nową granicę (formalnie obowiązywała ona aż do tzw. pokoju paryskiego z lutego 1947 r.) wytyczono nieco na północ od miasta.
W końcu października 1941 r. przez Rożniawę powrócił potajemnie do kraju pod opieką słynnego kuriera Stanisława Frączystego marszałek Edward Śmigły-Rydz. Do Rożniawy przyjechali pociągiem z Budapesztu. Granicę przekroczyli pieszo, a dalej podróżowali samochodem okrężną drogą przez Twardoszyn na Orawie.

## Zabytki Rożniawy
- zachowany w całości średniowieczny rynek miejski z otaczającymi go kamienicami;
- gotycka katedra pw. Wniebowzięcia Panny Marii z końca XIII w.;
- renesansowa wieża strażnicza z 1654 r.;
- barokowy kościół pw. św. Franciszka Ksawerego (tzw. jezuicki lub szkolny) z II poł. XVII w.;
- barokowy kościół pw. św. Anny;
- barokowa kalwaria na wzgórzu nad miastem, z 1741 r., z późniejszymi zmianami;
- barokowo-klasycystyczna rezydencja biskupia z l. 1776-1778, powstała przez przebudowę dawnego klasztoru jezuitów i przyległego domu mieszczańskiego;
- barokowa kolumna Marii Panny, wzniesiona jako kolumna morowa w 1711 r.;
- pierwotnie barokowa budowla ratusza z 1711, powstała w wyniku przebudowy dwóch starszych domów mieszczańskich, w XIX w. przebudowana w stylu klasycystycznym;
- klasycystyczny kościół ewangelicki „tolerancyjny” z 1786 r.;
- neogotycki kościół ewangelicki reformowany z 1905 r.;
- budynek dawnego miejskiego przytułku dla ubogich z 1719 r.;
- budynek dawnej Komory Górniczej, renesansowy z XVII w.;
- budynki, w których od 1902 r. działa muzeum górnictwa z ekspozycjami poświęconymi geologii i przyrodzie regionu oraz historii miejscowego górnictwa i hutnictwa.

## Postacie związane z Rożniawą
- W latach 1805–1808 do tutejszego gimnazjum uczęszczał Pavol Jozef Šafárik (1795–1861) – słowacki poeta, historyk, etnograf i słynny slawista.

- W latach 1824–1827 uczył się tu Samo Chalupka (1812-1883), późniejszy wybitny słowacki poeta romantyczny, a w l. 1828–1829 późniejszy duchowny ewangelicki i wybitny działacz narodowy Michal Miloslav Hodža (1811-1870).

- W latach 1841-1883 lekarzem miejskim był Antal Kiss, także przyrodnik, badacz wód mineralnych regionu i Jaskini Jasowskiej, który zapisał się w historii Rożniawy jako aktywny działacz społeczny. Jego imieniem nazwano aleję w parku w zachodniej części miasta, gdzie też ustawiono upamiętniający go obelisk[8].

- W Rożniawie spędził swą młodość urodzony w Budapeszcie Ján Kadár (1918-1979), później znany reżyser filmowy.  Na budynku przy Šafárikovej ulicy nr 2, w którym Kadár mieszkał od 1921 r., zamontowano w 2005 r. dwujęzyczną (słowacko-węgierską) tablicę pamiątkową[7].

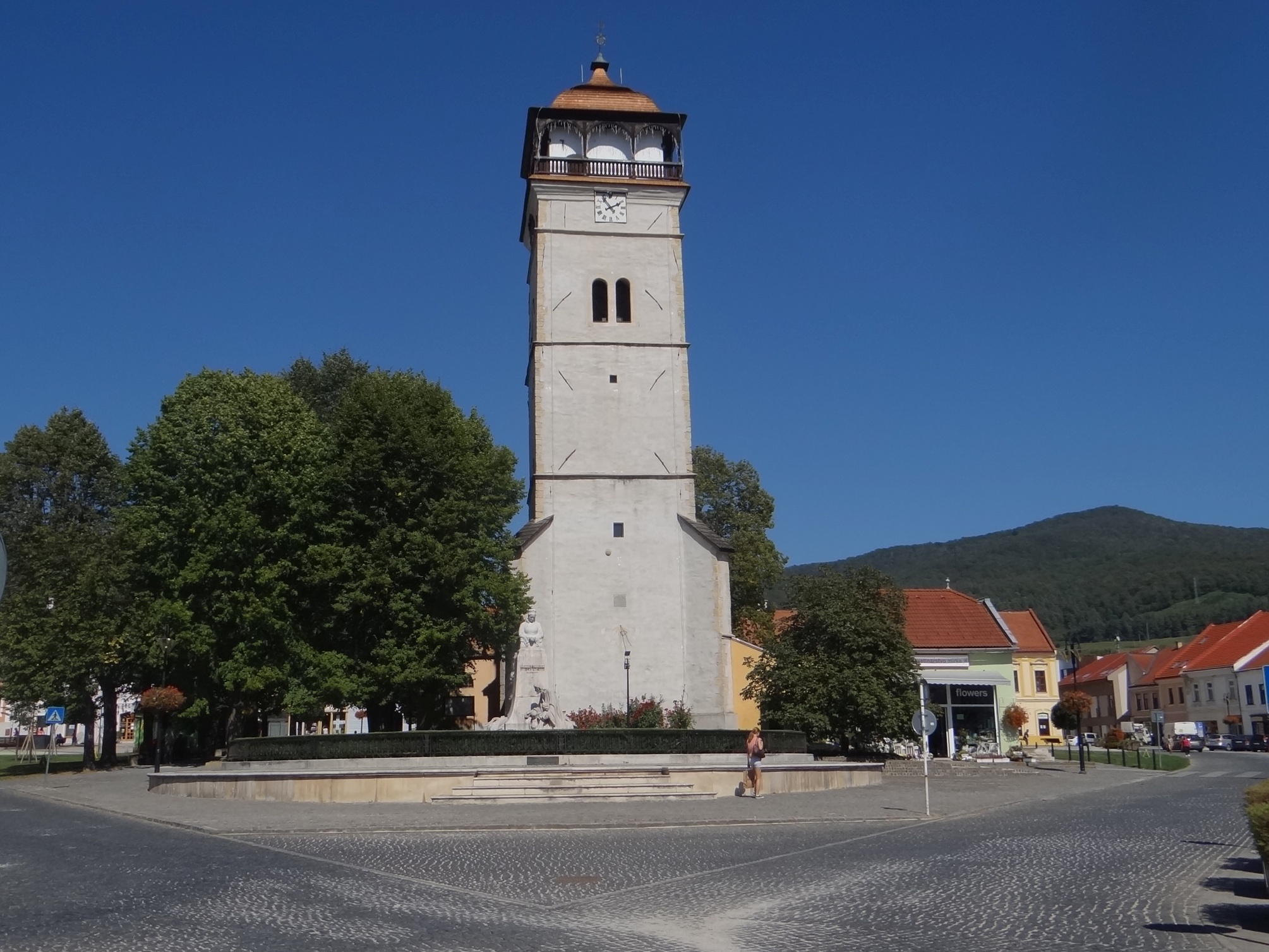
Wieża z 1654 r.
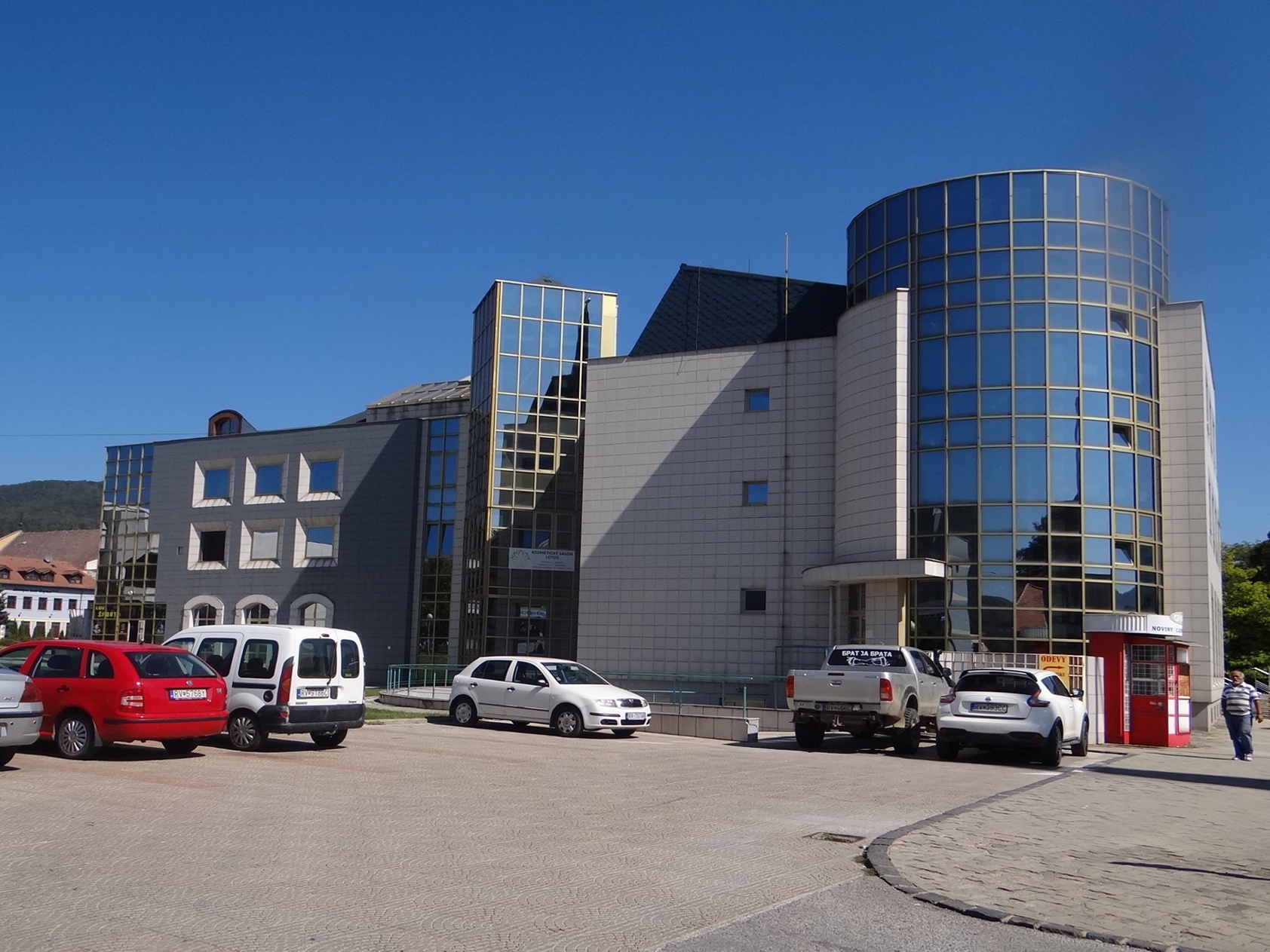
Bank
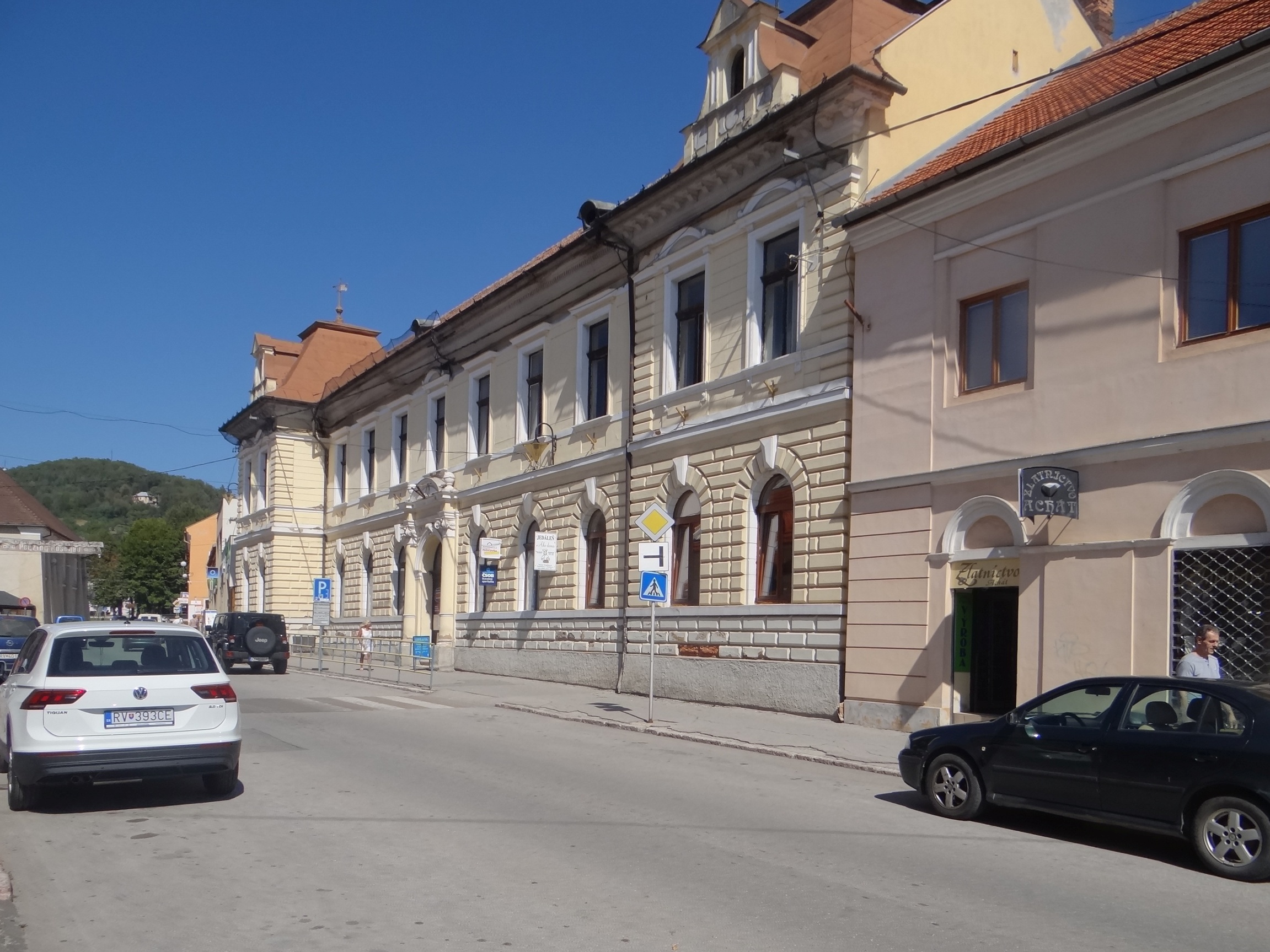
Zabytkowa zabudowa
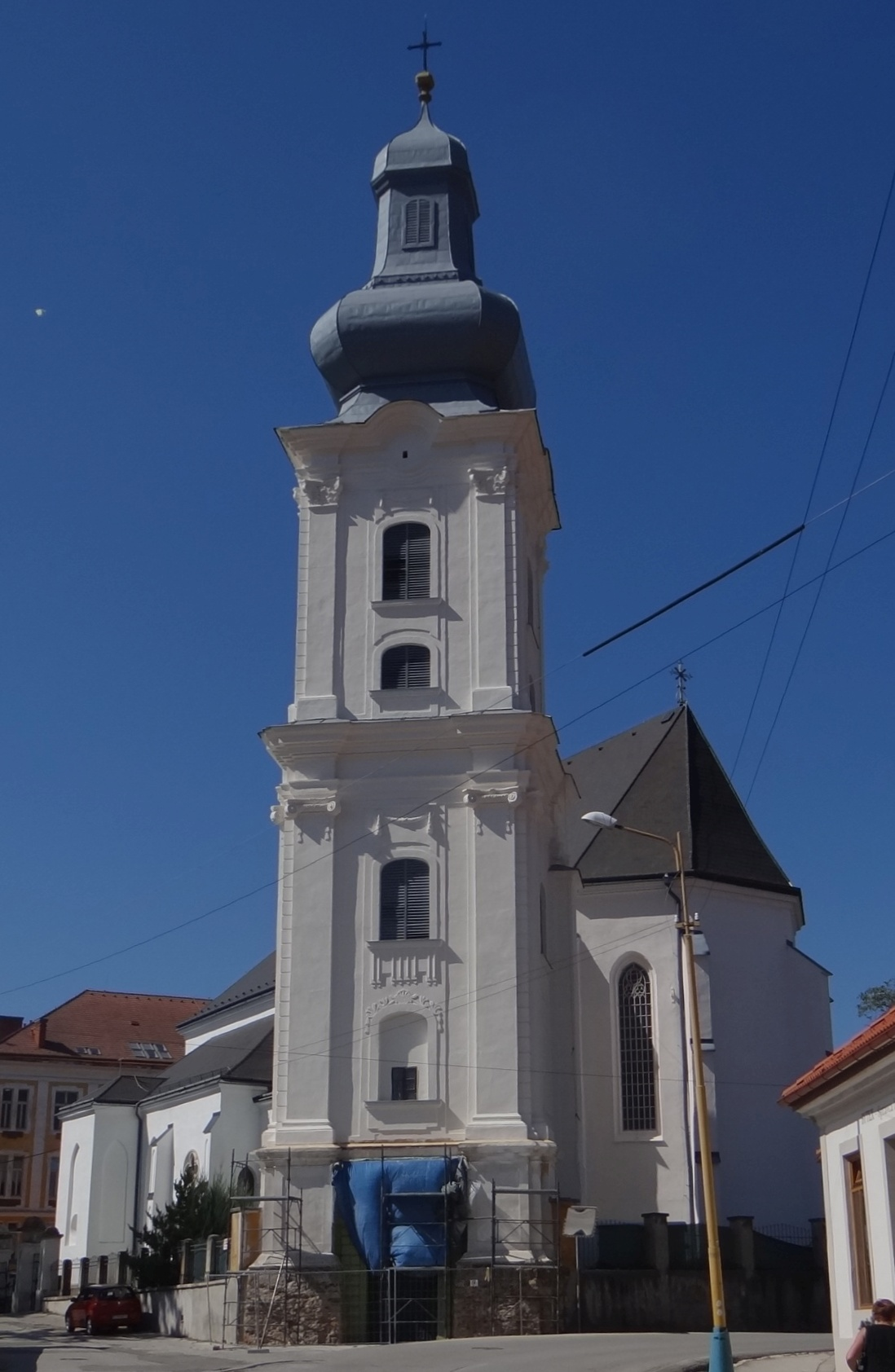
Katedra
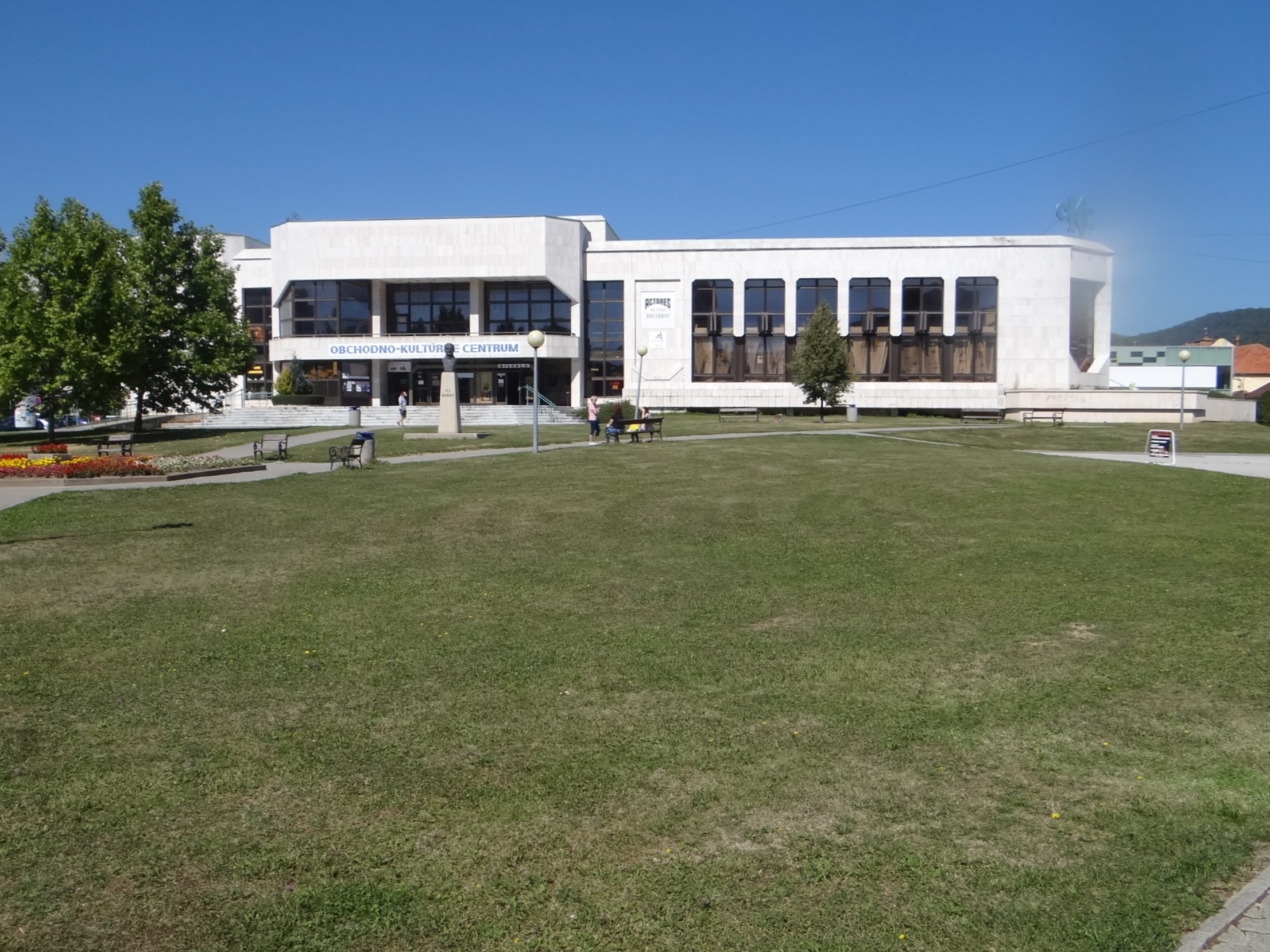
Centrum kultury